# Homo insipiens
Als Homo insipiens (von lat. homo „Mensch“ und insipiens „einsichtslos, unverständig, töricht, lernunfähig, unverbesserlich“) wird der ungebildete, dumme Mensch bezeichnet, der erst durch Bildung und Erziehung zu einem wirklichen Homo sapiens – „dem weisen, klugen Menschen“ – werden kann. Bereits der Humanist Erasmus von Rotterdam war der Auffassung: Der Mensch wird nicht geboren, sondern erzogen! In seinen Büchern wollte er seinen Zeitgenossen und der Nachwelt Bildung vermitteln und machte deutlich:
Nichts ist naturgemäßer als Tugend und Bildung – ohne sie hört der Mensch auf, Mensch zu sein.
José Ortega y Gasset verwendete diesen Begriff in Kombination mit dem Begriff homo insciens und will damit beschreiben, dass der Mensch niemals sicher sein kann, was es bedeutet, ein Mensch zu sein, außer dass dieses Menschsein ein lebendiges Problem darstellt.

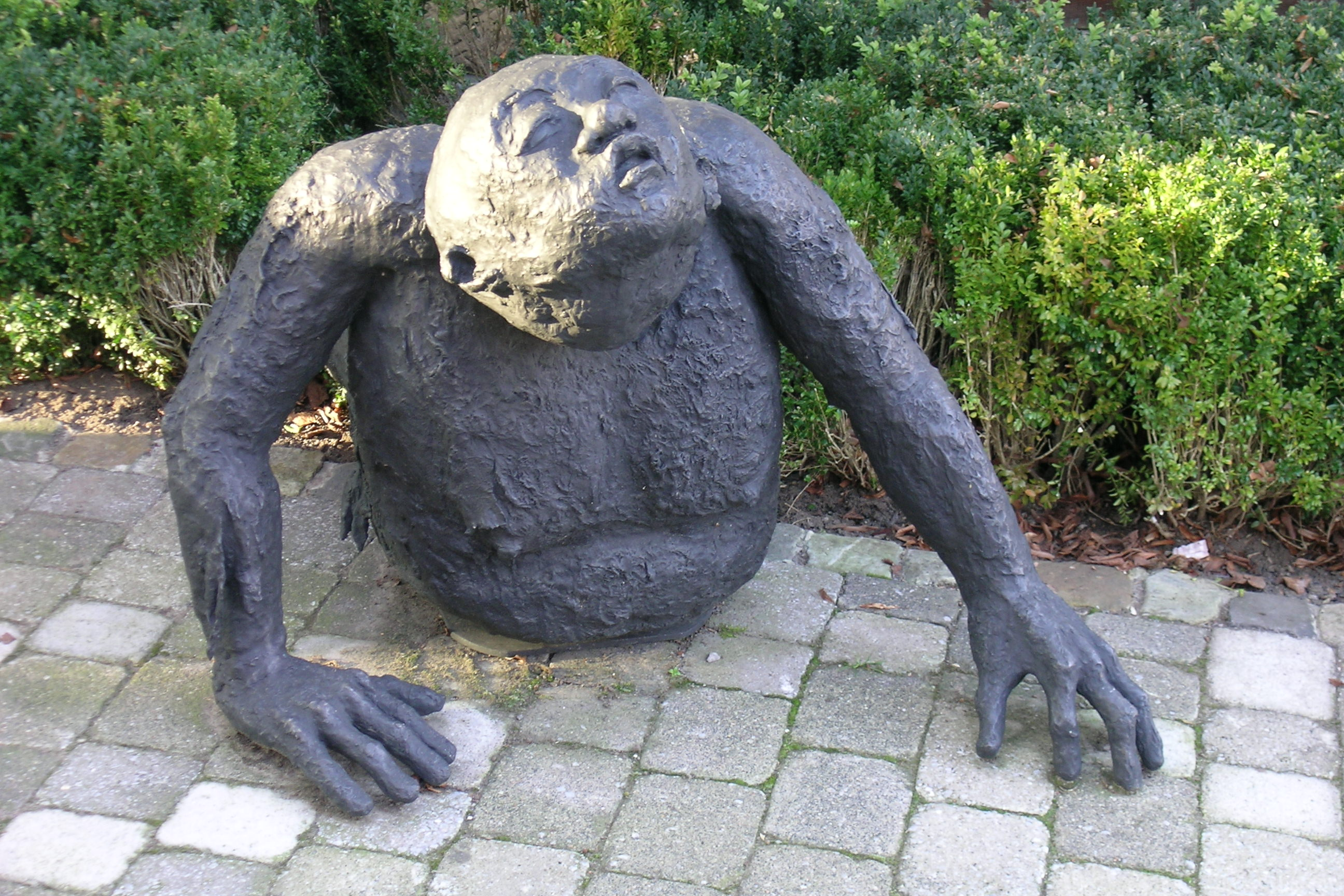
Homo insipiens, Bronze-Skulptur Erdmann von Wilfried Koch in Rietberg

Unter dem Buchtitel Homo insipiens oder der dumme Mensch zeigen die Berliner Psychoanalytiker Josef Rattner und Gerhard Danzer „menschliche Dummheiten“ auf und liefern einen Beitrag zur „psychologischen Anthropologie und Kulturkritik“ (so der Untertitel). Sie nehmen die von Menschen selbst erzeugte Dummheit unter die Lupe und untersuchen diese im Hinblick auf ihre Ursachen, Erscheinungsweise und Epidemiologie und schreiben in der Einleitung:
Da sich in jeder Psychoanalyse zeigt, dass die Krankheit des einzelnen eigentlich nur ein Mikrokosmos ist, der ziemlich genau die Verzerrungen und Missstände des gesellschaftlichen Makrokosmos widerspiegelt, kann die Dummheit der Gesellschaft im Rahmen unserer Untersuchung nicht ausgeklammert werden. Dabei war der Blick zu richten auf ideologische Verblendung aller Art, von denen unser Kulturleben geradezu überquillt.
Im weiteren Verlauf ihrer Ausführungen, mit denen sie „den methodischen Sumpf- und Wahnsinn unserer Kultur“ entlarven, stellen die Autoren die Beziehung zwischen Dummheit und Vorurteilen, Aberglauben, Religion, Politik und Humor her. Sie treten für eine humanistische Geisteshaltung und für eine, von religiösen und politischen Einflüssen losgelöste, vorurteilsfreie Lebensführung ein.
Einen künstlerischen Ausdruck fand der Bildhauer Wilfried Koch mit der Skulptur Erdmann (Adam). Die Skulptur stellt nach Aussagen Kochs den Moment dar, in dem amorphe Masse sich in klar konturierte Gestalt verwandelt, wobei ein Staunen in den Zügen des aus der Erde gekrochenen Wesens zum Ausdruck kommt, das weder den Sinn noch die Bedeutung der Welt und seines eigenen Platzes in ihr versteht und deshalb noch ein Homo insipiens ist.

## Weblink
- Wörterbuch philosophischer Fachbegriffe